# Campagne publicitaire
Une campagne publicitaire est une action de marketing qui consiste à faire la promotion d'une marque ou produit ou service, au moyen d'un message ou slogan, par l'intermédiaire de supports de communication. Ces supports sont « médiatiques » ou non.
Ses supports peuvent être médiatiques (télévision, radio, presse écrite, Internet) ou non médiatiques (affichage, publipostage, distribution de prospectus, catalogues, échantillons et cadeaux promotionnels, annonces sonores, caravanes publicitaires, stades, salles de sport, maillots sportifs).

## Historique
Le Grand prix de la communication extérieure récompense les campagnes publicitaires. Par exemple en 2012 il a été décerné à la campagne publicitaire de Le Mouv'.
En 1996 en France, L'Humanité note l'évolution des campagnes publicitaires : « On ne parle plus d'un produit. On se contente d'un clin d'œil qui suggère l'état d'esprit de la marque. » et ses travers : « La plupart des campagnes publicitaires ont désormais tendance à montrer un bonheur dégoulinant. Un bonheur qui n'existe pas. ».

## Avantages
Une campagne publicitaire permet d'informer une large audience.
Elle a une grande rapidité de diffusion si les médias de masse sont utilisés.

## Inconvénients
Le coût d'une campagne publicitaire la met hors de portée d'une très petite entreprise par exemple.
Une campagne publicitaire s'expose au détournement publicitaire de son contenu.
D'autre part, l'annonceur s'expose à un risque (minime) de rejet (voir Antipub). Ainsi, en 2003 en France, une campagne publicitaire de l'Unédic a suscité une indignation de certains de ses bénéficiaires.

## Exemples iconiques
- I Love New York[4]
- Glasgow's miles better[5]